# Alice Temple
Alice Temple (ur. w Londynie) – brytyjska piosenkarka i kompozytorka. W latach 80. występowała na scenie z Boyem George'em z Culture Club. Najbardziej znana jest z duetu z Egiem White'em, znanym pod nazwą Eg and Alice.
Alice Temple była pierwszym kobiecym championem w BMX. Karierę muzyczną rozpoczęła od współpracy z Egiem White'em w wieku 20 lat. W 1991 wydali wspólnie album 24 Years of Hunger. Przez AllMusic został on oceniony jako „jeden z najbardziej romantycznych albumów w Anglii w tym czasie”.
Po krótkim pobycie w Los Angeles Temple powróciła do Londynu. Podczas współpracy z White'em Temple zwróciła uwagę Jamesa Lavelle'a, członka elektronicznej grupy UNKLE. Została przez niego zaproszona do współpracy nad albumem UNKLE Psyence Fiction. Jej utwór Bloodstain zyskał uznanie krytyki. Powróciła do współpracy z White'em i razem w 1999 wydali solowy album Temple Hang Over.